# Centre sportif SPENS
 (avril 2025).
Si vous disposez d'ouvrages ou d'articles de référence ou si vous connaissez des sites web de qualité traitant du thème abordé ici, merci de compléter l'article en donnant les références utiles à sa vérifiabilité et en les liant à la section « Notes et références ».
Le Centre sportif SPENS ou simplement SPENS (de son nom complet : Centre sportif et d'affaires de la Vojvodine (en alphabet cyrillique serbe : Спортски и пословни и економски центар Војводина ; transcription latine : Sportski i poslovni ekonomski centar Vojvodina) est un complexe multi-sport situé à Novi Sad dans la province du Vojvodine en Serbie. Il appartient à la société publique serbe JP SPC Vojvodina.

## Présentation
Le SPENS a été conçu par l'Institut d'urbanisme de la Faculté d'architecture de Sarajevo. Les principaux architectes étaient Žika Janković et Branko Bulić. Les travaux débutèrent en 1979 et durèrent deux ans. Il fut inauguré le 14 avril 1981 à l'occasion des Championnats du monde de tennis de table.
Vaste de 85 000 m2, le Centre comprend une salle polyvalente principale pouvant accueillir jusqu'à 11 500 personnes.

## Sports
Plusieurs clubs résident au SPENS :
- Vojvodina Novi Sad (volley-ball)
- KK Vojvodina (basket-ball)
- KK Novi Sad (basket-ball)
- HK Vojvodina Novi Sad (hockey sur glace)
- HK Novi Sad (hockey sur glace)

Le Centre a également été le théâtre à plusieurs reprises d'évènements sportifs internationaux:
- Championnats du monde de tennis de table en 1981
- Finale de la Coupe des coupes 1987 de basket-ball (Cibona Zagreb - Victoria Libertas Pesaro 89-74)
- Olympiade d'échecs de 1990
- 7 matchs de l'Eurobasket 2005

Comme le volleyball est un sport très populaire à Novi Sad, la sélection nationale joue la plupart de ses rencontres à domicile notamment celles de Ligue mondiale au SPENS.

## Autres
Des concerts sont également donnés au SPENS. Il s'agit essentiellement d'artistes originaires des Balkans